# Porte de Soubeyran (Manosque)
La porte de Soubeyran est une porte située à Manosque, en France.

## Localisation
La porte est située sur la commune de Manosque, dans le département français des Alpes-de-Haute-Provence.

## Historique
L'édifice est inscrit au titre des monuments historiques en 1933.